# 동방 박사
동방 박사(東方博士, 영어: Biblical Magi, Three Wise Men, Three Kings) 또는 마구스(magus; 복수: magi)는 예수가 탄생하고 나서 얼마 후 베들레헴까지 직접 찾아온 것으로 알려진 동방(파르티아로 추정)의 박사들이다. 이들의 행적은 신약성서에 기록되어 있으며, 한국어 성서에서 동방 박사로 번역된 헬라어 마구스 (마기)는 마술사, 점성술사를 뜻한다. 그래서 이들은 별을 보고 그리스도이자 유대인의 왕인 예수가 태어났음을 깨달았다. 마태복음서에 따르면 별은 먼저 이들을 헤롯왕에게로 인도했고 이후 아기 예수에게 경배하고 황금, 유향, 몰약을 선물한 후 헤롯 대왕에게로 다시 가고자 하였으나 하느님의 계시를 받고는 결국 다른 길로 귀국하였다고 기록하고 있다. 영악한 정치 감각으로 예수를 로마 제국의 간접 통치자인 자신을 위협할 수 있는 인물로 지목한 헤롯은 독재자가 권력 유지를 위해 흔하게 사용하는 무기인 폭력으로 예수를 없애려고 했지만, 이 사실을 안 예수의 가족은 이집트로 피신해 화를 면하였다. 많은 교회에서는 이들이 아기 예수를 경배한 사건을 예수가 자신을 드러낸 사건으로 해석하여 주현절로 기념하기도 한다.

## 이름

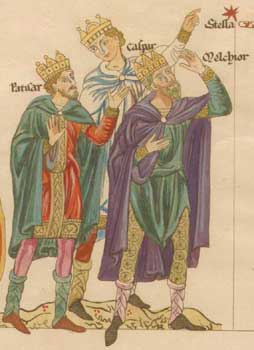
동방박사 (발타자르, 가스파르, 멜키오르). 12세기 그림 《환희의 정원》(Hortus deliciarum).

- 멜키오르(Melchior)
- 가스파르(Caspar)
- 발타자르(Balthazar)

## 같이 보기
- 기독교와 점성술
- 동방 박사 유물함
- 인물
  - 성 니콜라우스
  - Saint Caspar
- 절기
  - 주현절
- 직업
  - 마기
- 학문
  - 천문학